# SV Höntrop 1916
SV Höntrop 1916 is een Duitse voetbalclub uit Höntrop, een stadsdeel van Bochum, Noordrijn-Westfalen.

## Geschiedenis
Op 8 augustus 1916 werd in de jeugdbeweging Jugendwehr Höntrop-Vöde een voetbalafdeling opgericht, die in december 1916 zelfstandig werd als BV Höntrop 1916. Op 5 maart 1926 fuseerde de club met VfR Westenfeld-Höntrop tot het huidige SV Höntrop 1916. VfR Westenfeld-Höntrop was in 1921 ontstaan na een fusie tussen Sportverein 1919 Höntrop en Ballspielverein 1919 Westenfeld.
Van 1933 tot 1939 speelde de club in de Gauliga Westfalen. In 1941 maakte de club kans op promotie, maar moest deze aan VfL Altenbögge laten.
Van 1949 tot 1951 en van 1952 tot 1956 speelde de club in de Landesliga, wat toen de derde klasse was. Hierna verdween de club in de anonimiteit en zakte in 1972 zelfs naar de Kreisliga, de laagste reeks. In 2009 promoveerde de club naar de Bezirksliga en in 2011 stootte de club na lange tijd nog eens door naar de Landesliga, die nu de zevende klasse is.